# Trigoria
Trigoria est une frazione de la ville de Rome, au Latium, en Italie.

## Géographie
Trigoria est située dans la partie sud de la commune, à l'extérieur du Grande Raccordo Anulare (périphérique), au douzième kilomètre de la via Laurentina. Nichée dans la campagne romaine, surplombant la vallée de Malafede, la zone se caractérise par des reliefs d'origine volcanique (en raison des éruptions du volcan Laziale, datant d'il y a 700 000 à 300 000 ans) et par la présence de nombreux fossés d'origine fluviale et lacustre (Fosso di Perna, Fosso della Selcetta, Fosso di Trigoria, Fosso della Torretta, Fosso dello Schizzanello), dont la plupart sont des affluents du plus grand Fosso di Malafede, lui-même affluent sur la gauche du Tibre.

## Histoire

### Toponyme
Selon Antonio Nibby et Giovanni Battista de Rossi, l'origine du nom proviendrait de trìcora (du latin trichōrus, lui-même dérivé du grec τρίχωρος, composé de τρι- « trois » et χῶρος « espace, lieu ») en raison de la présence d'un ancien édifice de culte chrétien,. Plus tard, cependant, Giuseppe Tomassetti émet l'hypothèse que le nom dériverait de tre rivi (« trois fleuves ») en référence aux nombreux affluents du Fosso di Malafede.

### Antiquité et Moyen Âge
La présence humaine dans cette région est attestée dès la préhistoire, grâce à la découverte de tombes et de céramiques datant de la fin de l'âge du bronze.
Thomas Ashby et Rodolfo Lanciani s'accordent à dire que le tronçon de l'actuelle via di Trigoria était en réalité le prolongement de l'ancienne via Laurentina, qui reliait Rome aux villes de Laurentum et Lavinium. D'où la présence de plusieurs villae dans la région, à tel point que Lanciani, lors de son inspection en 1900, affirmait encore en observer les vestiges.

### Période moderne
Le domaine apparaît pour la première fois, sous le nom de Treoria, sur la carte d'Eufrosino della Volpaia datant de 1547, où est dessinée une tour adossée à une petite ferme, que retrouvé depuis dans le hameau de Trigoria Alta.
À partir de la première moitié du XVe siècle, le domaine et la ferme appartenaient au Portugais Antonio Martini de Chaves, créé cardinal par le pape Eugène IV le 18 décembre 1439. La même année, le cardinal fit don du domaine et de la ferme à la basilique Saint-Jean-de-Latran. Le domaine apparaît également dans le cadastre d'Alexandrie de 1660 et à nouveau sur une carte de 1692 de Giovan Battista Cingolani.

### Époque contemporaine
En 1870, le domaine est confisqué par le nouveau royaume d'Italie aux chanoines de Saint-Jean-de-Latran et passe par plusieurs propriétaires, jusqu'à la famille De Amicis en 1910. Pendant la Seconde Guerre mondiale, le territoire est fortifié, comme en témoigne la présence de bunkers dans les localités de Romanello et Tor de' Cenci.
Dans les années 1950, le domaine est loti et à partir des années 1960, des immigrants, des ouvriers agricoles et des ouvriers ont commencé à arriver de toutes les régions d'Italie, donnant naissance au quartier actuel. Depuis 1975, Trigoria fait partie, dans le cadre du Plan d'assainissement des faubourgs, de la zone dite « O » (46) en raison du nombre élevé de constructions illégales dans les années 1960 et 1970. Avec le Plan d'urbanisme de 1985, l'autorisation est donnée pour la réalisation des zones « 167 » (correspondant à la via Giuffré et à la via Mondadori). En 1989, les travaux de construction du Centre paroissial commencent.